# 大顶子山 (饶河)
大顶子山，位于黑龙江省双鸭山市饶河县县城西北19公里处，原名伊克堆累山，赫哲语意为老牛顶子，又为大鼎子山，因形似锅顶而得名。
海拨801米。山体呈西南东北走向，南坡陡峻，北坡略缓，共有八个顶峰。林下野生杜鹃花为一奇景,山上有一清虑亭，为观日出的最佳去处。
《乌苏里船歌》是一首优秀的独唱歌曲，最初发表在1964年《红色的歌》第六卷（百花文艺出版社）上，署名为东北赫哲民歌，郭颂、胡小石词，汪云才、郭颂编曲。它的旋律优美爽朗，唱词生动真切，曲调与衬词富有民族特色，郭颂对此曲的演唱十分成功，使得此曲闻名大江北南北。歌词中有"白云飘过大顶子山"一句，其中的大顶子山即是指饶河县的大顶子山，不是别处的同名山。